# Hôtel des évêques d'Amiens
L'hôtel des évêques d'Amiens est un édifice situé sur la commune d'Eu, en Seine-Maritime, en France. Il fait l’objet d’une inscription au titre des monuments historiques depuis 1975.

## Localisation
L'hôtel est situé au n°1, rue de la poste.

## Historique
L'hôtel est fondé au XVIIIe siècle.
Le monument est inscrit comme monument historique depuis le 3 juin 1975.

## Description
L'hôtel est en briques et pierre, de plus il possède un balcon de fer forgé.